# Arcidiocesi di Keewatin-Le Pas
L'arcidiocesi di Keewatin-Le Pas (in latino Archidioecesis Kivotina-Passitana) è una sede metropolitana della Chiesa cattolica in Canada. Nel 2023 contava 47.841 battezzati su 109.558 abitanti. La sede è vacante.

## Territorio
L'arcidiocesi comprende la parte settentrionale del Saskatchewan e del Manitoba e una piccola porzione della parte nord-occidentale dell'Ontario, in Canada.
Sede arcivescovile è la città di The Pas nel Manitoba, dove si trova la cattedrale di Nostra Signora del Sacro Cuore.
Il territorio si estende su 450.000 km² ed è suddiviso in 50 parrocchie.

## Storia
Il vicariato apostolico di Keewatin, suffraganeo dell'arcidiocesi di Saint-Boniface, fu eretto il 4 marzo 1910, ricavandone il territorio dalla stessa arcidiocesi di Saint-Boniface e dalla diocesi di Prince Albert.
Il 25 luglio 1925 cedette una porzione del suo territorio a vantaggio dell'erezione della prefettura apostolica della Baia di Hudson (oggi diocesi di Churchill-Baia di Hudson).
Il 13 gennaio 1940 cedette un'altra porzione del suo territorio al vicariato apostolico della Baia di Hudson.
Il 13 luglio 1967 in virtù della bolla Adsiduo perducti di papa Paolo VI il vicariato apostolico è stato elevato al rango di arcidiocesi metropolitana e ha assunto il nome attuale.
Il 25 gennaio 2016 l'arcidiocesi è passata dalla giurisdizione della Congregazione per l'evangelizzazione dei popoli alla giurisdizione della Congregazione per i vescovi.
Il 15 luglio 2021 ha ceduto la parrocchia di Santa Bernadette in Sandy Lake alla diocesi di Thunder Bay.

## Cronotassi dei vescovi
Si omettono i periodi di sede vacante non superiori ai 2 anni o non storicamente accertati.
- Ovide Charlebois, O.M.I. † (8 agosto 1910 - 20 novembre 1933 deceduto)
- Martin Joseph-Honoré Lajeunesse, O.M.I. † (26 novembre 1933 succeduto - 15 aprile 1954 dimesso)
- Paul Dumouchel, O.M.I. † (25 febbraio 1955 - 7 novembre 1986 ritirato)
- Peter Alfred Sutton, O.M.I. † (7 novembre 1986 succeduto - 25 marzo 2006 dimesso)
- Sylvain Lavoie, O.M.I. (25 marzo 2006 succeduto - 16 luglio 2012 dimesso)[5]
- Murray Chatlain (6 dicembre 2012 - 30 dicembre 2024 nominato arcivescovo di Winnipeg)

## Statistiche
L'arcidiocesi nel 2023 su una popolazione di 109.558 persone contava 47.841 battezzati, corrispondenti al 43,7% del totale.
| anno | popolazione | popolazione | popolazione | presbiteri | presbiteri | presbiteri | presbiteri                | diaconi | religiosi | religiosi | parrocchie |
| anno | battezzati  | totale      | %           | numero     | secolari   | regolari   | battezzati per presbitero | diaconi | uomini    | donne     | parrocchie |
| ---- | ----------- | ----------- | ----------- | ---------- | ---------- | ---------- | ------------------------- | ------- | --------- | --------- | ---------- |
| 1950 | 10.954      | 30.954      | 35,4        | 55         | 2          | 53         | 199                       |         | 82        | 130       | 2          |
| 1965 | 6.000       | 18.750      | 32,0        | 51         |            | 51         | 117                       |         | 77        | 144       | 38         |
| 1970 | 23.000      | 23.000      | 100,0       | 59         |            | 59         | 389                       |         | 84        | 145       | 57         |
| 1976 | 25.200      | 67.150      | 37,5        | 51         |            | 51         | 494                       |         | 73        | 135       | 6          |
| 1980 | 24.900      | 67.000      | 37,2        | 51         |            | 51         | 488                       | 2       | 65        | 75        | 4          |
| 1990 | 38.595      | 93.569      | 41,2        | 29         | 2          | 27         | 1.330                     | 1       | 30        | 32        | 55         |
| 1999 | 43.481      | 114.039     | 38,1        | 18         | 3          | 15         | 2.415                     |         | 17        | 16        | 48         |
| 2000 | 42.103      | 113.505     | 37,1        | 20         | 3          | 17         | 2.105                     |         | 19        | 16        | 49         |
| 2001 | 43.578      | 114.224     | 38,2        | 19         | 3          | 16         | 2.293                     |         | 18        | 17        | 49         |
| 2002 | 42.916      | 107.797     | 39,8        | 16         | 4          | 12         | 2.682                     |         | 13        | 14        | 49         |
| 2003 | 42.739      | 110.689     | 38,6        | 15         | 4          | 11         | 2.849                     |         | 12        | 11        | 49         |
| 2004 | 42.218      | 110.025     | 38,4        | 16         | 6          | 10         | 2.638                     |         | 11        | 9         | 49         |
| 2006 | 41.869      | 103.735     | 40,4        | 13         | 3          | 10         | 3.220                     | 1       | 11        | 8         | 49         |
| 2013 | 47.458      | 126.600     | 37,5        | 18         | 5          | 13         | 2.636                     |         | 13        | 7         | 45         |
| 2016 | 47.520      | 119.889     | 39,6        | 14         | 3          | 11         | 3.394                     |         | 11        |           | 46         |
| 2019 | 45.007      | 110.898     | 40,6        | 17         | 5          | 12         | 2.647                     | 1       | 12        |           | 46         |
| 2021 | 47.838      | 113.865     | 42,0        | 13         | 3          | 10         | 3.679                     | 1       | 10        | 1         | 50         |
| 2023 | 47.841      | 109.558     | 43,7        | 15         | 5          | 10         | 3.189                     | 1       | 10        | 1         | 50         |